# 레이크우드 교회

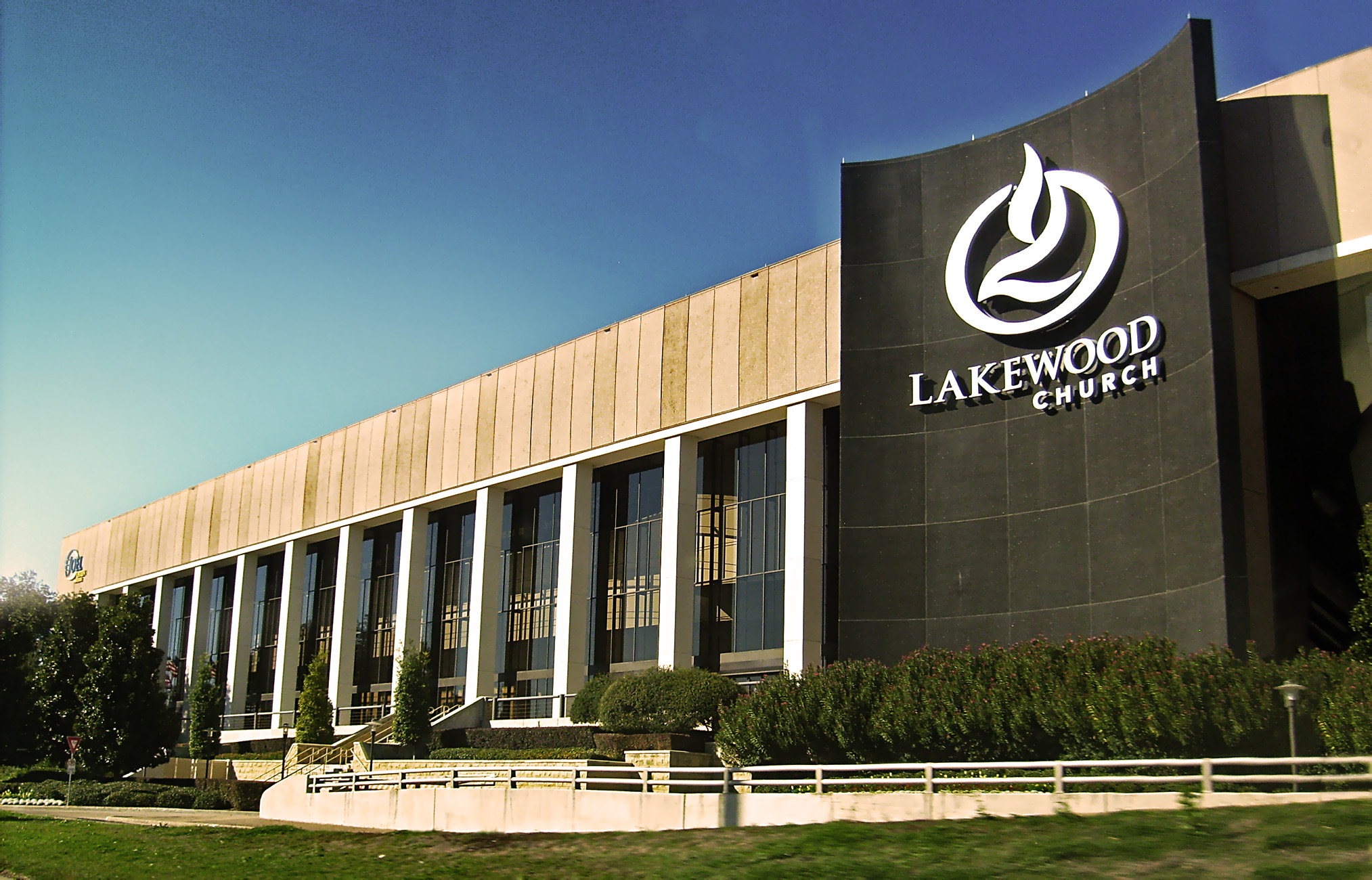
휴스턴의 레이크우드 교회

레이크우드 교회(Lakewood Church)는 번영복음주의 (prosperity gospel) 교회로, 미국 텍사스주 휴스턴에 위치해 있다. 미국에서 교인이 가장 많은 교회로, 매주 평균 43,500명 이상이 하는 초대형교회이다. 수용인원 16,800석을 지닌 레이크우드 처치 센트럴 캠퍼스(Lakewood Church Central Campus)에서는 매주 일요일 네 차례의 영어 예배와 두 번의 스페인어 예배를 제공하고 있다. 담임 목사는 조엘 오스틴(Joel Osteen) 목사와 아내 빅토리아 오스틴(Victoria) 목사가 공동으로 재직하고 있다. 레이크우드 교회는 복음주의 교회가 아니다. 번영신학을 추구하는 신학적 경향으로 비판을 받고있다.

## 역사

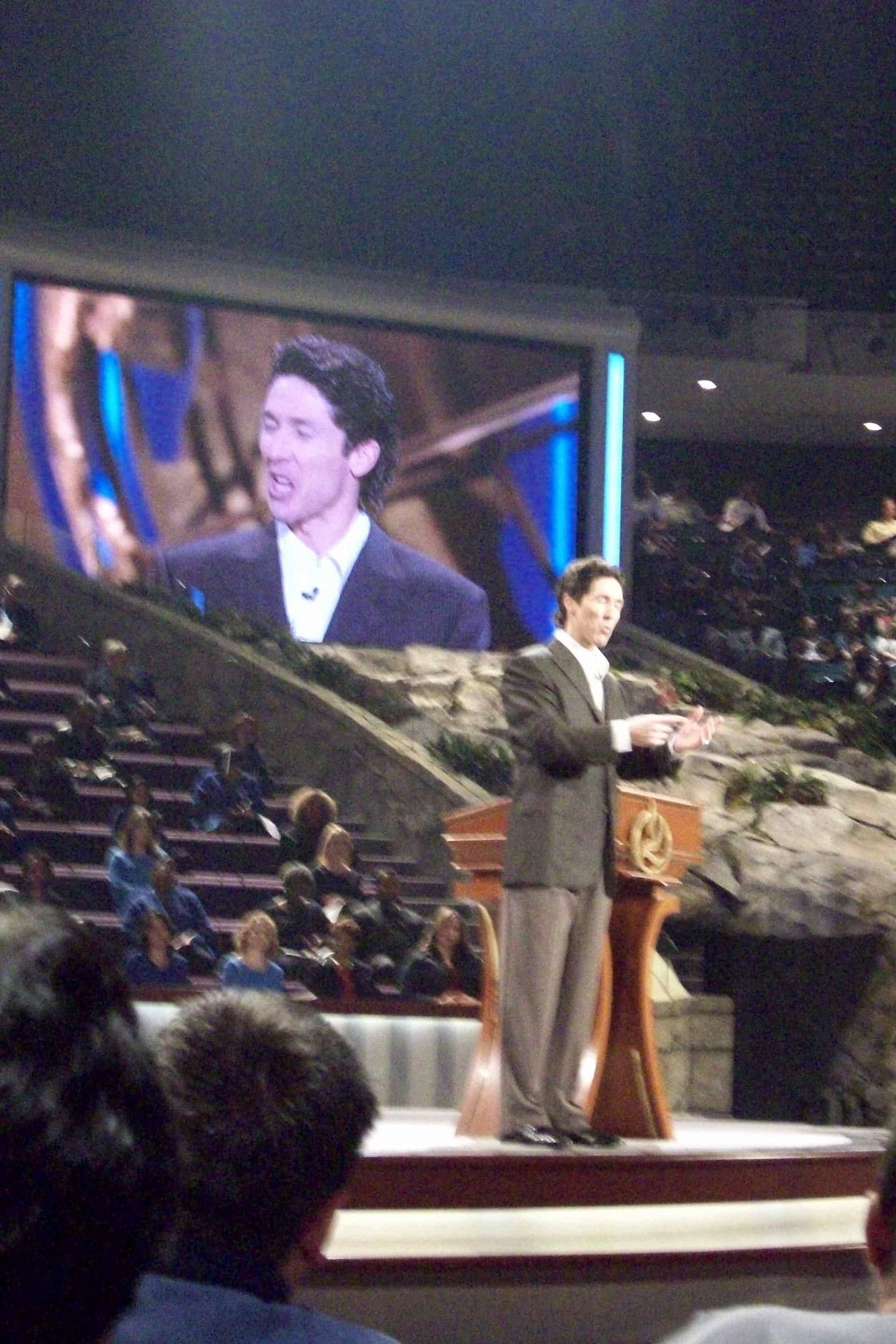
2007년 12월 8일 레이크우드 교회에서 설교 중인 조엘 오스틴 목사

## 신앙
- 성장하는 예수 그리스도와 관계: 레이크우드 교회는 모든 신자는 하나님의 말씀에 순종하고, 성령에게 자신을 내어드리며, 그리스도의 형상을 닮아감으로써 예수 그리스도와의 관계에서 성장해야 한다고 믿는다.

레이크우드 교회는 믿음의 말씀을 가르치는 것으로 알려져 있다.

## 조직
레이크우드 교회는 연령이나 결혼 여부, 또한 멤버십의 필요에 따라 다양한 종류의 사역과 교제, 예배를 제공한다.

### 예배
- 키즈라이프(Kidslife): 어린이 대상
- 캔버스(Canvas): 학생/대학생(Young Adults) 대상
- 본 예배: 모든 성인 대상
- C/30 The Journey: 사회 초년생(Post-college Young Adults) 대상

일요일 예배는 조엘 오스틴 목사가 주로 설교하며, 수요일 저녁 예배는 부목사 혹은 초청 설교자가 설교를 담당한다.

### 공동체
레이크우드 교회는 교인수가 굉장히 많지만, 각각의 멤버는 라이프그룹 미니스트리(LifeGroups Ministry)를 통해 연결된다. 이것은 레이크우드 교회의 셀 그룹이며 8-12명이 집에서 교제하고, 성경을 심층적으로 공부하며, 기도하는 모임이다.
인카운터 사역(Encounter Ministry)은 교인들이 그리스도와 보다 더 깊은 관계를 가질 수 있도록 인도하는 프로그램이다. 이 프로그램 신청자는 매일의 삶에서 벗어나 캠프에 참가해 24시간 동안의 기도와 예배, 성경공부를 하게 된다.

### 교육
레이크우드 교회는 성경을 공부하며 성장할 수 있는 매우 다양한 프로그램을 제공한다. 이는 컴파스 성경공부 사역팀(Compass Classes ministry)이 맡아 매 주말 예배 전 후에 개설된 다양한 성경공부 과정을 제공하고 있다. 수요일 저녁 예배는 구원받지 못한 사람들에게 초점이 맞춰진 일요일 예배와는 달리 좀더 심층적인 성경 공부를 제공한다.
레이크우드 교회에서 제공되는 다른 과정들은 새 신자를 위한 새로운 시작, 기초, 그리고 재정적인 문제에 대한 성경을 기초로한 과정인 재정 교실과 같은 다른 삶을 세우는 강좌들이 있다.

### 지역 봉사활동
레이크우드 교회는 다양한 방법으로 교회 멤버와 지역사회의 주민들을 돕고 있다. 회복(Celebrate Recovery) 및 자유(Freedom Series)는 각종 중독, 고민, 마음의 상처, 성적인 문제, 약물 의존 등을 겪고 있는 멤버들을 위해 도움을 주는 강좌 및 모임을 제공한다.
또한 주중에는 목회자의 전화 상담을 통해 도움을 제공하기도 한다. 기도는 예배 중에 제공되거나 멤버와 비멤버 모두 도움을 받을 수 있는 전화를 통해 제공된다.
문병 및 장례 예배 또한 누구에게나 제공된다. 병원 사역자들은 텍사스 메디컬 센터 및 휴스턴 시내 전 병원을 다니며 기도 및 격려를 통해 환자들을 돕고 있다.
레이크우드 교회는 또한 스티븐 미니스트리(Stephen Ministiries) 멤버로 크리스천 상담을 제공한다.

### 교회 리더십
레이크우드 교회를 설립한 존 오스틴 목사는 1999년 사망시까지 교회의 담임 목사로 재직하였고, 이후 조엘 오스틴 목사가 담임 목사로 재직하고 있다.
현재 리더십
- 담임목사: 조엘 오스틴, 빅토리아 오스틴
- 부목사:
  - 도디 오스틴(Dodie Osteen)
  - 폴 오스틴(Paul Osteen)
  - 리사 컴스(Lisa Comes)

## 방송사역

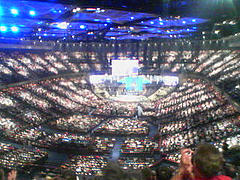
레이크우드 교회 내부 모습

레이크우드 교회 예배 실황은 트리니티 채널(Trinity Broadcasting Network)과 데이스타 채널(Daystar Television Network) 및 대부분의 주요 미국 방송 시장에 있는 지역 채널을 통해 방송되고 있다. 레이크우드는 또한 Fox Network, ABC Family, USA Network와 같은 기독교 방송사가 아닌 일반 방송에서도 나오고 있다. 2007년 레이크우드는 방송 사역을 위해 연간 약 3천만 달러를 사용하고 있다고 밝혔다. 조엘 오스틴의 설교는 매주 100개 이상 국가에서 약7백만명 이상이 시청하고 있다.

## 음악
예배 인도자는 다음과 같다.
- 신디 크루즈래트클리프(Cindy Cruse-Ratcliff)
- 스티브 크로포드(Steve Crawford)
- 다드라 크로포드 그레이트하우스(Da'dra Crawford Greathouse)
- 이스라엘 호튼(Israel Houghton)

## 유명인의 방문
레이크우드 교회를 방문한 유명인으로는 오프라 윈프리, 타일러 페리, 백스트리트 보이즈의 멤버 브라이언 리트렐 등이 있다.